# Pysariwka (obwód dniepropetrowski)
Pysariwka  (ukr. Писарівкa) – wieś na Ukrainie, w obwodzie dniepropetrowskim, w rejonie synelnykowskim. W 2001 roku liczyła 533 mieszkańców. 

## Przypisy

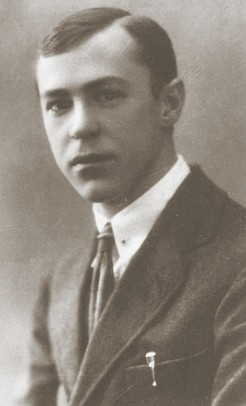
W. Pidmohylny

## Urodzeni
- Wałerjan Pidmohylny